# Tributo a Ana, José y Nacho
Tributo a Ana, José y Nacho es un álbum homenaje a la banda española Mecano, conformada por Ana Torroja, José María Cano y Nacho Cano, realizado entre los años 2008 y 2010, como parte de los festejos de aniversario del grupo, por una serie de músicos y bandas latinoamericanos. Fue lanzado por la discográfica Sony Music, que posee los derechos del catálogo musical de Mecano en sus distintas grabaciones tanto en español, francés e italiano. 

## Track listing
| N.º | Título                                    | Duración |  |
| 1.  | «Los amantes, Playa Limbo»                | 2:50     |  |
| 2.  | «Hawaii-Bombay, Natalia Lafourcade»       | 3:19     |  |
| 3.  | «J.C. (canción), Pambo»                   | 3:17     |  |
| 4.  | «Quédate en Madrid, Kany García»          | 3:09     |  |
| 5.  | «Stereosexual, Leonel García»             | 4:40     |  |
| 6.  | «Ay qué pesado, Moenia»                   | 3:33     |  |
| 7.  | «Mujer contra mujer, Ha*Ash»              | 4:11     |  |
| 8.  | «Maquillaje, Jotdog»                      | 3:11     |  |
| 9.  | «Hijo de la luna, Noel Schajris»          | 3:51     |  |
| 10. | «Busco algo barato, Amandititita»         | 3:45     |  |
| 11. | «Las curvas de esa chica, Nikki Clan»     | 3:23     |  |
| 12. | «La fuerza del destino, Los Leftovers»    | 3:53     |  |
| 13. | «Un año más, Varana»                      | 3:39     |  |
| 14. | «No tienes nada que perder, Elis Paprika» | 3:13     |  |
| 15. | «Hoy no me puedo levantar, Smitten»       | 3:29     |  |
| 16. | «Aire, Erik Rubín (bonus track)»          | 4:53     |  |

- Datos: Q6152421